# 大歩危

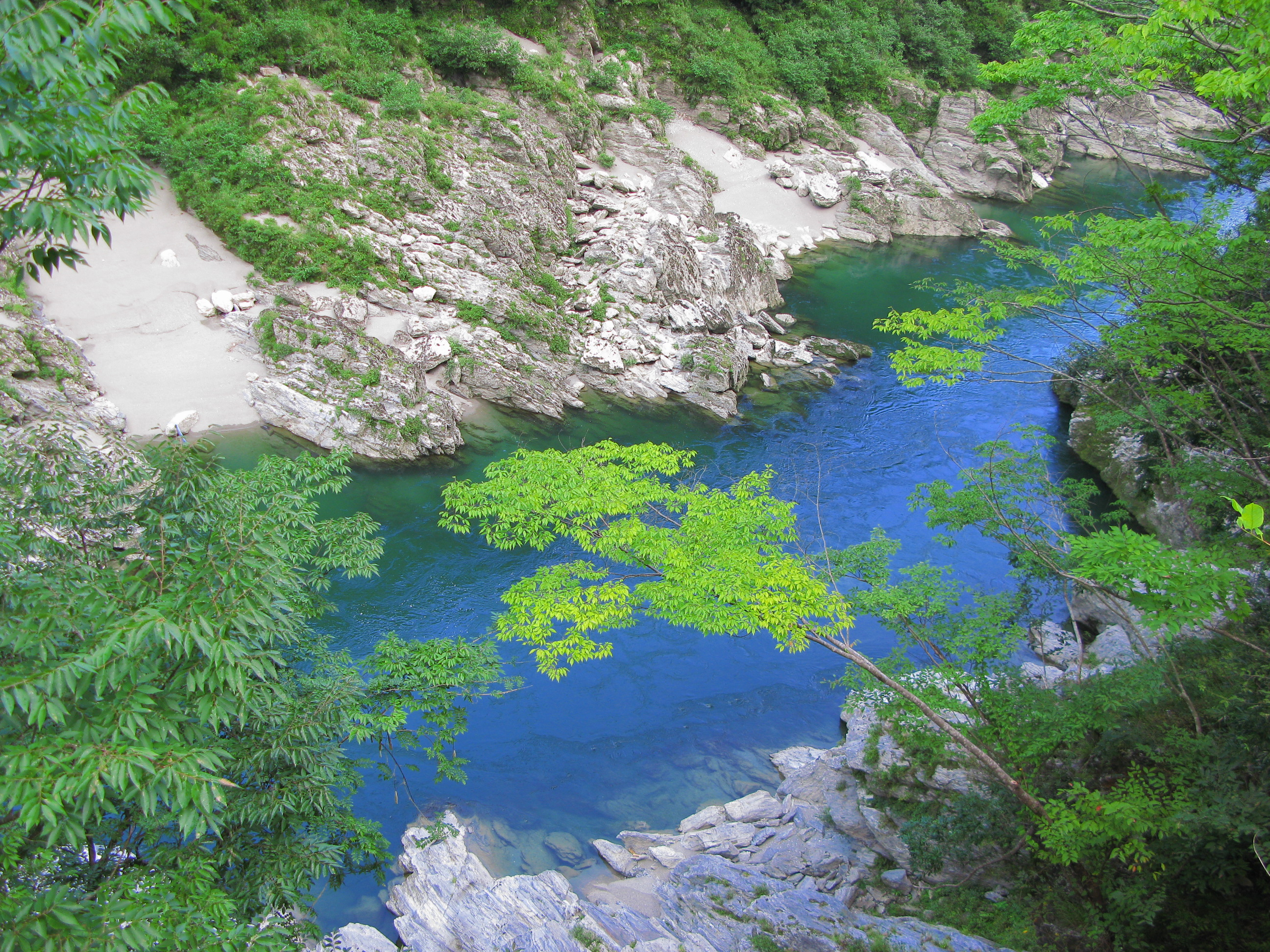
大歩危峡

大歩危（おおぼけ）は、吉野川中流域に位置する渓谷（先行谷）。

## 地理
大歩危は小歩危とともに天然記念物及び名勝「大歩危小歩危」を構成するV字谷の一つである。その位置は徳島県三好市南西部の高知県境から6kmほど下流に位置する。大歩危峡（おおぼけきょう）と呼ばれることもある。
この地域の地質は三波川帯に属する。三波川変成岩は一般的に「三波石」と呼ばれ（徳島県では「阿波の青石」と称する）、大歩危小歩危はその有数の露出地である。大歩危小歩危付近の三波川変成岩は褶曲構造となっており、背斜構造の中心部に近い部分に変成の程度が弱い砂質片岩や礫質片岩、背斜構造の中心部から離れた部分に泥質片岩や緑色片岩などの変成度が高く古い岩石が分布する。
大歩危の礫質片岩は含礫片岩として徳島県天然記念物に指定され、2014年3月18日には国の天然記念物に指定された（当時の指定範囲は徳島県三好市山城町西宇字ヲヲボケ道ノ下から同西祖谷山村徳善西）。また、2015年10月7日には「大歩危」として国の名勝に指定され、2018年（平成30年）2月13日には小歩危が追加指定されたうえで「大歩危小歩危」の名称に変更されている。
大歩危の天然記念物及び名勝指定地としての範囲は長さ約1,100m、面積89,526㎡で、小歩危の指定地と接しているわけではないが、吉野川藤川橋から白川橋までの双方の指定地を含む約6.5kmの区間で学術的特徴が確認されている。

## 地名の由来

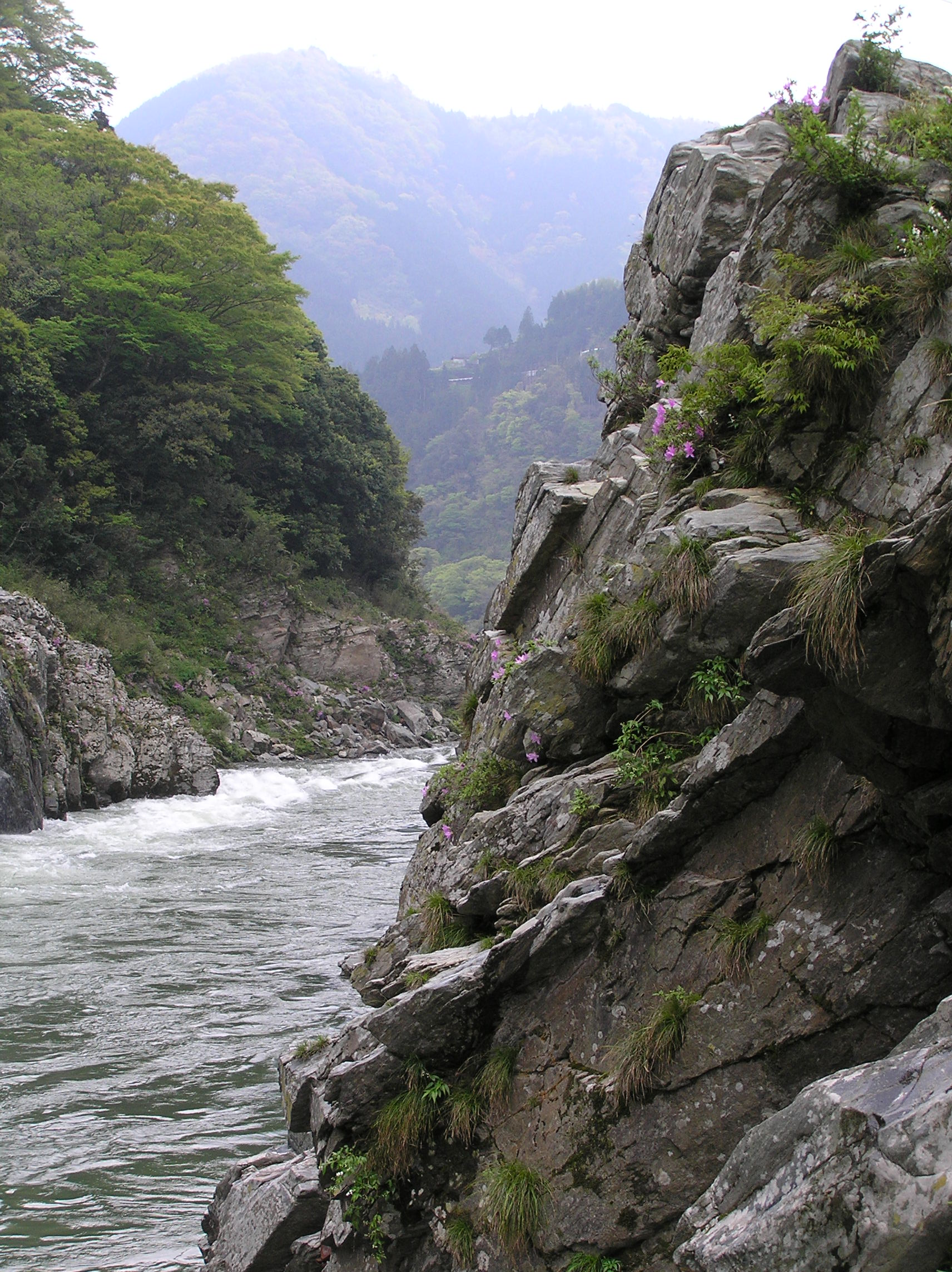
川沿いに変成岩類が露出する

本来、大歩危や小歩危は阿波国から土佐国への国境の山岳地帯の険しいルートそのものを指したとされる。近代以降に河岸に道路や鉄道が開通し、それに伴って河川に沿った地域が大歩危小歩危と呼ばれるようになった。
一般には「大股で歩くと危険」が「大歩危」の地名由来とされているが、本来「歩危(ほき、ほけ)」は山腹や渓流に臨んだ断崖を意味する古語である。「崩壊（ホケ）」とも書き、奇岩や怪石の多い土地を示している。「おおぼけ」という音に対して、文化12年（1815年）編纂の阿波史では「大嶂」の字を充てており、明治6年（1873年）の地租改正の際に当時の三名村は「大歩怪」の字を充てている。地租改正の際に「こぼけ」には「小歩危」の字を充てており、後に「小歩危」に合わせて「大歩危」と表記するようになった。

## 観光
1891年（明治24年）から1892年（明治25年）頃に国道開通景気となり、大平磯吉という人物が宿屋兼飲食店を開業して「かんどり舟」で大歩危を見せる事業を起こしたのが大歩危遊覧船の始まりである。
日本最大級の激流と言われており、大歩危や小歩危ではカヌーやラフティングのツアーも実施されている。
大歩危駅から下流側1kmの国道32号沿いに「ラピス大歩危」という、岩石・鉱物を展示した博物館がある。こなきじじいの発祥の地とされ、150もの妖怪に関する伝説があり、妖怪村として地域おこしをしている。「さがしい村に伝わる妖怪ばなしでまちおこし」で、令和2年度国土交通省手づくり郷土賞受賞。

## アクセス
- 鉄道：JR四国土讃線大歩危駅（東岸、西祖谷山村）
- 自動車
  - 徳島道井川池田ICから国道32号を経由して約35分。
  - 高知道大豊ICから国道439号と国道32号を経由して約30分。
  - 松山道三島川之江ICから国道192号と国道32号を経由して約50分。
  - 高知道新宮ICから国道319号と国道32号などを経由して約50分。

## 周辺施設・景勝地

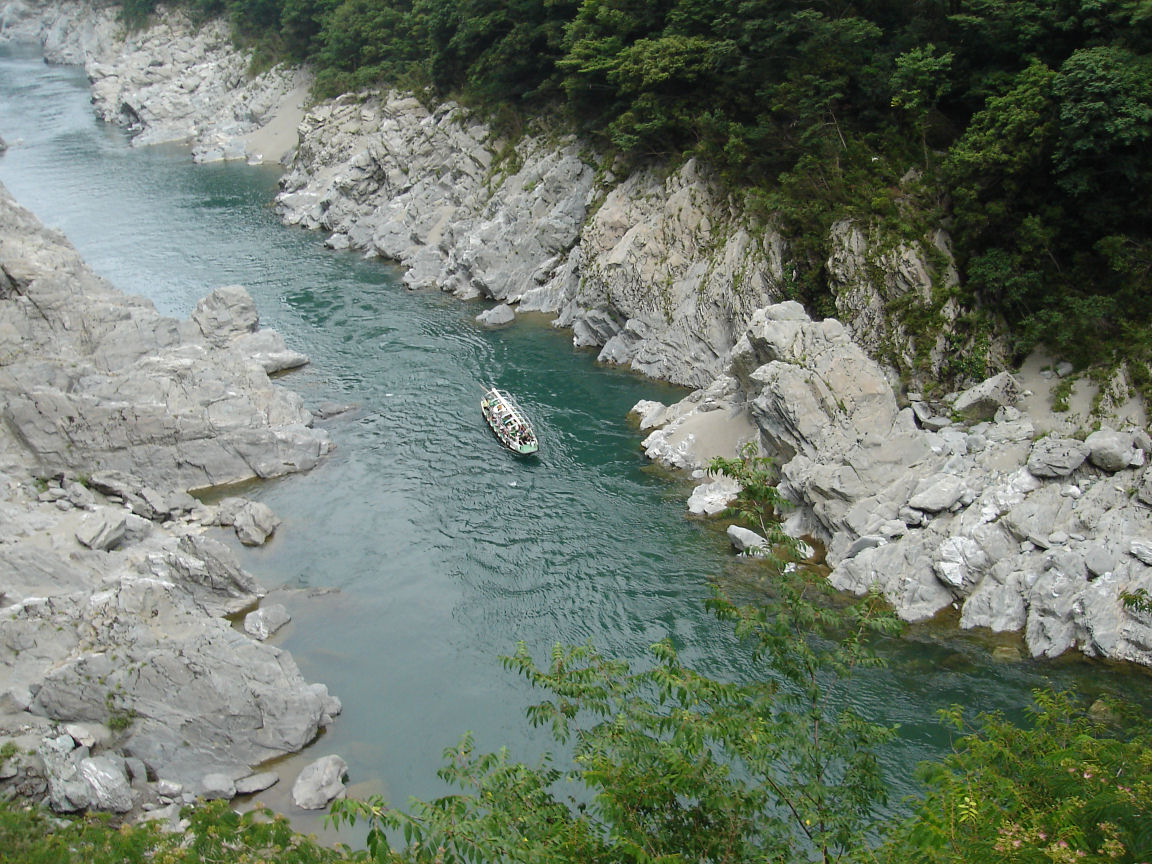
大歩危を行く遊覧船

- 小歩危 （小歩危周辺の施設は本稿では省略する）
- 大歩危峡遊覧船
- 藤川谷
- 峡谷の湯宿 大歩危峡まんなか
- レストラン大歩危峡まんなか
- 児啼爺（こなきじじい）石像
- 藤娘像
- 祖谷地方（東岸）
- JR四国土讃線大歩危駅

## 国道32号大歩危トンネル建設計画
大歩危・小歩危付近は地すべり地帯であると同時に四国屈指の多雨地帯で、荒天時には落石や土砂崩れがしばしば発生する。このため、落石や土砂崩れだけでなく、雨量が基準値を超えても国道32号は通行止めになる。頻発する通行止めは地元住民にとって不便なものであるし、そもそも落石や土砂崩れは非常に危険なものである。そこで、国道32号のセブン-イレブン三好大歩危店（旧サンクス大歩危店）付近から峡谷の湯宿大歩危峡まんなか付近までの区間を安全に通行するために大歩危トンネルが計画されている。